# Ingenuidad
Ingenuidad es la condición o personalidad del ingenuo (del latín ingenuus, traducible por natural, indígena, libre de nacimiento, lo que se identificaba históricamente con la condición del hombre libre por contraposición al siervo, o en algunos casos con la condición de nobleza). 
Indica ausencia o falta de malicia y de experiencia, una deficiente comprensión o inteligencia y la ausencia de sofisticación; así como presencia de sinceridad, inocencia, sencillez, candor, pureza o candidez (como reflejan los tipos literarios de Cándido, fijado por Voltaire, o de la ingenua).